# Mint na bokura
Mint na bokura (ミントな僕ら, Mintona bokura) est un manga de Wataru Yoshizumi. Il a été prépublié entre juillet 1997 et février 2000 dans le magazine Ribon de l'éditeur Shūeisha et a été compilé en un total de six volumes. Une version au format bunko en quatre volumes,. La version française est éditée en intégralité par Glénat.
Cette série succède à son premier gros succès, Marmalade Boy, et se veut plus léger et drôle que ce dernier, tout en ciblant un public plus jeune en centrant l’histoire sur la vie de Noeru et Maria, jumeaux de 14 ans.

## Synopsis
C’est en rentrant de vacances que Noeru apprend que sa sœur a décidé de changer d’école et d'entrer au collège Morinomiya, pour suivre Hirobé, le coach de basketball du collège, dont elle est tombée follement amoureuse dès qu'elle l'a vu à un match contre l'équipe d'Hirobé. Bien décidé à préserver leur relation particulière de jumeaux, Noeru ne peut accepter une telle situation, d’autant que Morinomiya est un pensionnat et qu’il se retrouve donc complètement éloigné de sa sœur : impossible de la surveiller dans ces conditions. La solution qui s’impose à lui est donc simple : la suivre. Mais voilà, la seule place disponible à l’internat se trouve dans le dortoir des filles… une situation qui ferait fuir n’importe quel garçon sain d’esprit, mais pas Noeru, qui, armé d'une perruque, d’un bandeau, d’un cycliste et d’une bonne dose d’inconscience, emménage au pensionnat Morinomiya, dans la même chambre que Miyu, jeune fille taciturne et secrète.
Le plan de Noeru est simple : prendre soin de sa sœur et surtout, éviter qu’elle n’ait un amoureux, le tout, sans faire démasquer son identité masculine. Un plan qui ne sera pas de tout repos…

## Personnages

### Personnages principaux
Noeru Minamino (南野ノエル, Minamino Noeru)
Noeru est un adolescent de 14 ans et est le héros de l'histoire. Il est le frère jumeau de Maria, et est très possessif envers elle, ce qui le pousse à aller jusqu'à se déguiser en fille pour la suivre au pensionnat, puisqu'il ne reste pas de place dans les chambres de garçons à son inscription. Sa compagne de chambre est Miyû. Il la croisera d'ailleurs par mégarde, habillé en garçon. C'est ainsi qu'il se fera passer pour son soi-disant cousin, Tooru (ce prénom étant en fait celui de son oncle).
Maria Minamino (南野マリア, Minamino Maria)
Maria a 14 ans. Elle est la sœur jumelle de Noeru, et partage la chambre de Kanako. C'est elle qui est la cause de son transfert et celui de Noeru dans le pensionnat Morinomiya, car c'est elle qui a souhaité changer d'école en décidant de faire partie de l'école où Hirobé, dont elle est tombée éperdument amoureuse, travaille. Elle trouve le côté possessif de Noeru fatigant mais l'aime beaucoup malgré tout. Elle tombe facilement amoureuse au cours de l'histoire.
Ryuuji Sasa (ササ大海, Sasa Ryūji)
Ami de Noeru, Sasa apprend au début de la série qu'il est un garçon, peu après avoir tenté de l'embrasser. Il est misogyne et déteste les filles, mais appréciait quand même le Noeru fille car il n'a pas le côté féminin que Sasa  déteste. Il est choqué d'apprendre que celle qu'il a commencé à aimer est en fait un garçon, mais reste son ami.
Miyu Makimura (牧村ゆ, Makimura Miyu)
Jeune fille très discrète et plutôt timide,  Miyu est la camarade de chambre de Noeru, qui tombe peu à peu amoureux d'elle. Il est d'ailleurs une des seules personnes à qui elle parle. Une rumeur court sur elle : elle sortirait avec des hommes âgés. Cette rumeur est fausse, mais suscite beaucoup de questionnement chez Noeru au début de la série.

### Personnages secondaires
Kanako Asou (麻生加奈子, Asou Kanako)
Asou est la camarade de chambre de Maria et une de ses meilleures amies.
Kazuaki Hirobe (ヒロさ和明, Hirobe Kazuaki)
C'est le coach de basketball de Maria. C'est à cause de lui qu'elle est venue dans ce pensionnat. Il a un frère, Yoshiaki.
Yoshiaki Hirobe (ヒロさ義明, Hirobe Yoshiaki)
Petit frère de Kazuaki, c'est le capitaine de l'équipe de basketball d'Hino. Il sortira avec Maria mais elle rompra à cause de Akira, l'ami d'enfance de Yoshiaki.
Akira Nakayama (中山彰, Nakayama Akira)
Amie d'enfance de Yoshiaki, elle a deux ans de plus que Maria et Noeru. Elle pense que Yoshiaki lui appartient.
Daisuke Sakurai (桜井大輔, Sakurai Daisuke)
Élève de l'ancienne école de Maria et Noeru. Il aime Maria et veut sortir avec elle.
Karin Tachihara (立原して、カリン, Tachihara Karin)
Aussi élève de l'ancienne école de Maria et Noeru. Elle est amoureuse de Noeru depuis longtemps.
Chris Jirou (次郎栗栖, Jirou Kurisu)
Chanteur du groupe "Embrasse-moi", du pensionnat Morinomiya. Il a les cheveux rouges, c'est un personnage narcissique et flamboyant, il aime que tous les regards soient tournés vers lui. Il est amoureux de Noeru et de Miyu.
Ririko Iwasaki (岩崎リリコ, Iwasaki Ririko)
Noeru et Sasa la rencontrent lors d'une sortie à Harakuju. C'est une personne sympathique et sociable et aussi très ouverte. Elle a un penchant pour Sasa.

## Liste des volumes
| no | Japonais          | Japonais      | Français          | Français          |
| no | Date de sortie    | ISBN          | Date de sortie    | ISBN              |
| -- | ----------------- | ------------- | ----------------- | ----------------- |
| 1  | 19 janvier 1998   | 4-08-856058-2 | 16 mars 2003      | 978-2-7234-4212-1 |
| 2  | 19 septembre 1998 | 4-08-856099-X | 21 mai 2003       | 978-2-7234-4222-0 |
| 3  | 20 février 1999   | 4-08-856125-2 | 24 juillet 2003   | 978-2-7234-4223-7 |
| 4  | 20 juillet 1999   | 4-08-856152-X | 23 septembre 2003 | 978-2-7234-4224-4 |
| 5  | 12 décembre 1999  | 4-08-856179-1 | 26 novembre 2003  | 978-2-7234-4225-1 |
| 6  | 19 avril 2000     | 4-08-856199-6 | 5 février 2004    | 978-2-7234-4226-8 |

## Allusions
- Le père de Maria et Noeru est le frère jumeau du père d’Akane de Kimi shika iranai, manga du même auteur. Akane elle-même est mentionnée.
- Noeru est la transcription japonaise du prénom Noël. Étant un prénom mixte, Noeru peut garder son prénom en se faisant passer pour une fille.